# Saïdou Panandétiguiri
Saïdou Madi Panandétiguiri (Ouahigouya, 22 marzo 1984) è un ex calciatore burkinabé, di ruolo difensore.

## Caratteristiche tecniche
Era un terzino destro, ma poteva essere schierato anche come terzino sinistro o come mediano.

## Carriera

### Nazionale
Ha debuttato in Nazionale il 20 gennaio 2002, in Sudafrica-Burkina Faso (0-0). Ha messo a segno la sua prima rete con la maglia della Nazionale il 18 giugno 2005, in Burkina Faso-RD del Congo (2-0), siglando la rete del momentaneo 1-0 al 3º minuto di gioco. Ha partecipato, con la Nazionale, alla Coppa d'Africa 2004, alla Coppa d'Africa 2010, alla Coppa d'Africa 2012 e alla Coppa d'Africa 2013. Ha collezionato in totale, con la maglia della Nazionale, 63 presenze e due reti.

## Palmarès

### Club

#### Competizioni nazionali
- Campionato maltese: 1

Valletta: 2011-2012